# Đội tuyển bóng đá quốc gia Curaçao
Đội tuyển bóng đá quốc gia Curaçao (tiếng Hà Lan: Curaçaos voetbalelftal) là đội tuyển cấp quốc gia của Curaçao do Liên đoàn bóng đá Curaçao quản lý.
Đại diện đảo quốc thi đấu trận quốc tế đầu tiên gặp Aruba vào năm 1924 và có hai lần giành hạng ba Cúp Vàng CONCACAF vào các năm 1963 và 1969, khi còn trên danh nghĩa Antilles thuộc Hà Lan.

## Thành tích quốc tế

### Giải vô địch bóng đá thế giới
- 1930 đến 1954 - Không tham dự
- 1958 đến 2022 - Không vượt qua vòng loại

### Cúp Vàng CONCACAF
| Giải vô địch bóng đá CONCACAF & Cúp Vàng CONCACAF | Giải vô địch bóng đá CONCACAF & Cúp Vàng CONCACAF | Giải vô địch bóng đá CONCACAF & Cúp Vàng CONCACAF | Giải vô địch bóng đá CONCACAF & Cúp Vàng CONCACAF | Giải vô địch bóng đá CONCACAF & Cúp Vàng CONCACAF | Giải vô địch bóng đá CONCACAF & Cúp Vàng CONCACAF | Giải vô địch bóng đá CONCACAF & Cúp Vàng CONCACAF | Giải vô địch bóng đá CONCACAF & Cúp Vàng CONCACAF |
| Năm                                               | Thành tích                                        | Trận                                              | Thắng                                             | Hòa                                               | Thua                                              | Bàn thắng                                         | Bàn thua                                          |
| ------------------------------------------------- | ------------------------------------------------- | ------------------------------------------------- | ------------------------------------------------- | ------------------------------------------------- | ------------------------------------------------- | ------------------------------------------------- | ------------------------------------------------- |
| 1963                                              | Hạng ba                                           | 8                                                 | 5                                                 | 0                                                 | 3                                                 | 14                                                | 9                                                 |
| 1965                                              | Hạng năm                                          | 5                                                 | 0                                                 | 2                                                 | 3                                                 | 4                                                 | 16                                                |
| 1967                                              | Không vượt qua vòng loại                          | Không vượt qua vòng loại                          | Không vượt qua vòng loại                          | Không vượt qua vòng loại                          | Không vượt qua vòng loại                          | Không vượt qua vòng loại                          | Không vượt qua vòng loại                          |
| 1969                                              | Hạng ba                                           | 5                                                 | 2                                                 | 1                                                 | 2                                                 | 9                                                 | 12                                                |
| 1971                                              | Không tham dự                                     | Không tham dự                                     | Không tham dự                                     | Không tham dự                                     | Không tham dự                                     | Không tham dự                                     | Không tham dự                                     |
| 1973                                              | Hạng sáu                                          | 5                                                 | 0                                                 | 2                                                 | 3                                                 | 4                                                 | 19                                                |
| 1977 đến 1991                                     | Không vượt qua vòng loại                          | Không vượt qua vòng loại                          | Không vượt qua vòng loại                          | Không vượt qua vòng loại                          | Không vượt qua vòng loại                          | Không vượt qua vòng loại                          | Không vượt qua vòng loại                          |
| 1993                                              | Không tham dự                                     | Không tham dự                                     | Không tham dự                                     | Không tham dự                                     | Không tham dự                                     | Không tham dự                                     | Không tham dự                                     |
| 1996 đến 2000                                     | Không vượt qua vòng loại                          | Không vượt qua vòng loại                          | Không vượt qua vòng loại                          | Không vượt qua vòng loại                          | Không vượt qua vòng loại                          | Không vượt qua vòng loại                          | Không vượt qua vòng loại                          |
| 2002                                              | Không tham dự                                     | Không tham dự                                     | Không tham dự                                     | Không tham dự                                     | Không tham dự                                     | Không tham dự                                     | Không tham dự                                     |
| 2003                                              | Không vượt qua vòng loại                          | Không vượt qua vòng loại                          | Không vượt qua vòng loại                          | Không vượt qua vòng loại                          | Không vượt qua vòng loại                          | Không vượt qua vòng loại                          | Không vượt qua vòng loại                          |
| 2005                                              | Bỏ cuộc                                           | Bỏ cuộc                                           | Bỏ cuộc                                           | Bỏ cuộc                                           | Bỏ cuộc                                           | Bỏ cuộc                                           | Bỏ cuộc                                           |
| 2007 đến 2015                                     | Không vượt qua vòng loại                          | Không vượt qua vòng loại                          | Không vượt qua vòng loại                          | Không vượt qua vòng loại                          | Không vượt qua vòng loại                          | Không vượt qua vòng loại                          | Không vượt qua vòng loại                          |
| 2017                                              | Vòng bảng                                         | 3                                                 | 0                                                 | 0                                                 | 3                                                 | 0                                                 | 6                                                 |
| 2019                                              | Tứ kết                                            | 4                                                 | 1                                                 | 1                                                 | 2                                                 | 2                                                 | 3                                                 |
| 2021                                              | Không tham dự                                     | Không tham dự                                     | Không tham dự                                     | Không tham dự                                     | Không tham dự                                     | Không tham dự                                     | Không tham dự                                     |
| 2023                                              | Không vượt qua vòng loại                          | Không vượt qua vòng loại                          | Không vượt qua vòng loại                          | Không vượt qua vòng loại                          | Không vượt qua vòng loại                          | Không vượt qua vòng loại                          | Không vượt qua vòng loại                          |
| Tổng cộng                                         | 2 lần hạng ba                                     | 30                                                | 8                                                 | 6                                                 | 16                                                | 33                                                | 65                                                |

## Đội hình
Đội hình dưới đây được triệu tập tham dự vòng loại World Cup 2022 gặp Panama vào tháng 12 năm 2021.

Số liệu thống kê tính đến ngày 15 tháng 6 năm 2021 sau trận gặp Panama.
| Số | VT | Cầu thủ              | Ngày sinh (tuổi)  | Trận | Bàn | Câu lạc bộ        |
| -- | -- | -------------------- | ----------------- | ---- | --- | ----------------- |
| 1  | TM | Eloy Room            | 6 tháng 2, 1989   | 39   | 0   | Columbus Crew     |
| 22 | TM | Jean-Marc Antersijn  | 5 tháng 1, 1996   | 0    | 0   | IFK Eskilstuna    |
| 23 | TM | Zeus de la Paz       | 12 tháng 3, 1995  | 2    | 0   | Oakland Roots     |
|    |    |                      |                   |      |     |                   |
| 2  | HV | Cuco Martina         | 25 tháng 9, 1989  | 49   | 1   | Cầu thủ tự do     |
| 3  | HV | Juriën Gaari         | 23 tháng 12, 1993 | 22   | 1   | RKC Waalwijk      |
| 4  | HV | Suently Alberto      | 6 tháng 9, 1996   | 8    | 0   | Cầu thủ tự do     |
| 13 | HV | Ayrton Statie        | 22 tháng 7, 1994  | 13   | 0   | Cầu thủ tự do     |
| 15 | HV | Roshon van Eijma     | 9 tháng 6, 1998   | 1    | 0   | Preußen Münster   |
| 16 | HV | Michael Maria        | 31 tháng 1, 1995  | 24   | 1   | NAC Breda         |
|    | HV | Darryl Lachman       | 11 tháng 11, 1989 | 32   | 1   | Perth Glory       |
|    | HV | Shermaine Martina    | 14 tháng 4, 1996  | 6    | 0   | North Carolina FC |
|    |    |                      |                   |      |     |                   |
| 6  | TV | Kevin Felida         | 11 tháng 11, 1999 | 1    | 0   | Den Bosch         |
| 7  | TV | Juninho Bacuna       | 7 tháng 8, 1997   | 9    | 2   | Huddersfield Town |
| 8  | TV | Vurnon Anita         | 4 tháng 4, 1989   | 5    | 0   | RKC Waalwijk      |
| 10 | TV | Leandro Bacuna       | 21 tháng 8, 1991  | 35   | 12  | Cardiff City      |
| 11 | TV | Gervane Kastaneer    | 9 tháng 6, 1996   | 5    | 1   | Coventry City     |
| 21 | TV | Roly Bonevacia       | 8 tháng 10, 1991  | 8    | 1   | Cầu thủ tự do     |
|    |    |                      |                   |      |     |                   |
| 9  | TĐ | Rangelo Janga        | 16 tháng 4, 1992  | 21   | 11  | NEC               |
| 12 | TĐ | Anthony van den Hurk | 2 tháng 1, 1993   | 4    | 1   | Helsingborg       |
| 14 | TĐ | Kenji Gorré          | 29 tháng 9, 1994  | 4    | 0   | Nacional          |
| 17 | TĐ | Brandley Kuwas       | 19 tháng 9, 1992  | 11   | 1   | Al Jazira         |
| 18 | TĐ | Elson Hooi           | 1 tháng 10, 1991  | 30   | 10  | Muaither          |
| 19 | TĐ | Charlison Benschop   | 21 tháng 8, 1989  | 9    | 1   | Apollon Limassol  |
| 20 | TĐ | Jarchinio Antonia    | 27 tháng 12, 1990 | 25   | 1   | Cambuur           |

### Triệu tập gần đây
Các cầu thủ được triệu tập trong vòng 12 tháng qua.
| Vt | Cầu thủ           | Ngày sinh (tuổi)  | Số trận | Bt | Câu lạc bộ       | Lần cuối triệu tập                                  |
| -- | ----------------- | ----------------- | ------- | -- | ---------------- | --------------------------------------------------- |
| TM | Tyrick Bodak      | 15 tháng 5, 2002  | 0       | 0  | PSV              | v. Cuba, 28 tháng 3 năm 2021                        |
|    |                   |                   |         |    |                  |                                                     |
| HV | Shermar Martina   | 14 tháng 4, 1996  | 7       | 0  | MVV Maastricht   | v. Cuba, 28 tháng 3 năm 2021                        |
|    |                   |                   |         |    |                  |                                                     |
| TV | Jeremy de Nooijer | 15 tháng 3, 1992  | 14      | 0  | Al-Shamal        | v. Quần đảo Virgin thuộc Anh, 5 tháng 6 năm 2021INJ |
|    |                   |                   |         |    |                  |                                                     |
| TĐ | Gevaro Nepomuceno | 10 tháng 11, 1992 | 43      | 8  | Dinamo București | v. Cuba, 28 tháng 3 năm 2021                        |
| TĐ | Jeremy Antonisse  | 29 tháng 3, 2002  | 2       | 0  | Jong PSV         | v. Cuba, 28 tháng 3 năm 2021                        |
| TĐ | Rigino Cicilia    | 23 tháng 9, 1994  | 0       | 0  | Slovacko         | v. Saint Vincent và Grenadines, 25 tháng 3 năm 2021 |

- WTD Rút lui khỏi đội hình.
- INJ Vắng mặt do chấn thương.
- PRE Bị loại.
- NED Được triệu tập vào đội tuyển Hà Lan.